# Colposcenia constricta
Colposcenia constricta är en insektsart som beskrevs av Mathur 1975. Colposcenia constricta ingår i släktet Colposcenia och familjen rundbladloppor. Inga underarter finns listade i Catalogue of Life.